# سیدی حمادی
سیدی حمادی (به فرانسوی: Sidi Hammadi) یک شهرک در مراکش است که در استان فقیه بن صالح واقع شده‌است. سیدی حمادی ۱۴٬۵۳۵ نفر جمعیت دارد.